# ニーバーの祈り
ニーバーの祈り（ニーバーのいのり、英語: Serenity Prayer）は、アメリカの神学者ラインホルド・ニーバー（1892–1971年）が作者であるとされる、当初、無題だった祈りの言葉の通称。serenityの日本語の訳語から「平静の祈り」「静穏の祈り」「平安の祈り」とも呼称される。
この祈りは、アルコール依存症克服のための組織「アルコホーリクス・アノニマス」や、薬物依存症や神経症の克服を支援するプログラム12ステップのプログラムによって採用され、広く知られるようになった。

## 来歴と、その作者

### ラインホルド・ニーバーとその家族の証言
「祈り」は古くから口伝えの形で出回っていたにもかかわらず、1943年に行われた「祈り」に言及した（教会での）説教の記録が、一番古い記録であった。その次に古い記録は1944年の、軍付きの牧師と軍人のための教会図書についての連邦協議会における記録の中にあるものである。以前から人々の間ではニーバーの作として出回っていたものではあったが、1951年になってようやく、ニーバーは彼の雑誌の記事で「祈り」を発表した。この祈りの言葉は、ニーバー とその娘エリザベス・シフトンによって引用される。1941年か1942年にニーバーの妻が「祈り」を未公表の備忘録の中に書き留め、さらにそれが1934年ごろには（教会での祈祷に）使われていたかもしれないと書いているにもかかわらず、娘のシフトンは、ニーバーがそれを1943年に書いたと考えた。1950年1月の雑誌『Grapevine』において、ニーバーは以下のように述べたと伝えられる。「（祈りが）ずいぶん前、たとえば百年も前から人々の間に出回っていたという事はあり得るかもしれないね。でも、私はそうは思わない。他の誰でもなく私があの祈りを書いたことを確信しているよ。」「祈り」が教会の連邦協議会によって広められ、後にはアメリカ軍にも広まっていったことを、ニーバーは自身の著書の中で語っている。
ラインホルド・ニーバー版は、いつも1つの散文として印刷された。つまり、3行の詩として形を整えることは、作者の初版を改変することを意味する。
ニーバーが作者だと考えられている、オリジナル版は以下の通りである。
| 英語（原文） | 日本語訳 |
| --- | --- |
| God, give us grace to accept with serenity the things that cannot be changed, Courage to change the things which should be changed, and the Wisdom to distinguish the one from the other. Living one day at a time, Enjoying one moment at a time, Accepting hardship as a pathway to peace, Taking, as Jesus did, This sinful world as it is, Not as I would have it, Trusting that You will make all things right, If I surrender to Your will, So that I may be reasonably happy in this life, And supremely happy with You forever in the next. Amen. | 神よ、変えることのできないものを静穏に受け入れる力を与えてください。 変えるべきものを変える勇気を、 そして、変えられないものと変えるべきものを区別する賢さを与えてください。 一日一日を生き、 この時をつねに喜びをもって受け入れ、 困難は平穏への道として受け入れさせてください。 これまでの私の考え方を捨て、 イエス・キリストがされたように、 この罪深い世界をそのままに受け入れさせてください。 あなたのご計画にこの身を委ねれば、あなたが全てを正しくされることを信じています。 そして、この人生が小さくとも幸福なものとなり、天国のあなたのもとで永遠の幸福を得ると知っています。 アーメン |

### 「祈り」とアルコホーリクス・アノニマス
1950年の7月2日ニューヨーク・タイムズブックレビューの23ページ、引用句の著者を出すことを求めるコラム「質問と回答」において、近い版（どうやら記憶から引用と思われるもの）が登場する。そして1950年8月13日の19ページの同じコラムに（引用句の著者を問う質問に対する）返答が掲載された。回答は、引用句の著者がニーバーであるとして、出所不明の文章が以下の通り掲載された。
- 英語（原文）
O God and Heavenly Father,
Grant to us the serenity of mind to accept that which cannot be changed; courage to change that which can be changed, and wisdom to know the one from the other, through Jesus Christ our Lord, Amen.
- 日本語訳
神よ、天にまします父よ、
私たちに変えられないものを受け入れる心の平穏を与えて下さい。変えることのできるものを変える勇気を与えて下さい。そして、変えることのできるものとできないものを見分ける賢さを与えて下さい。われらの主、イエス・キリスト。アーメン。

アルコホーリクス・アノニマスの1941年ごろの初期メンバーは、この「祈り」に注目し、「祈り」はより広く知られることとなった。
アルコホーリクス・アノニマスの創立者の1人であるビル・ウィルソンと、そのスタッフはこの「祈り」を気に入り、編集、印刷し、配布した。その後、「祈り」はずっとアルコホーリクス・アノニマスで採用されており、12ステップのプログラムにも採用され、その情報誌においてもニーバーを著者として認め、ウェブサイトでもそれを表示している。

### 作者についての近年の研究
2008年『エール引用集』(Yale Book of Quotations）の編集者フレッド・R・シャピロは、「祈り」の様々な版が1936年には遅くとも使われていたという証拠を示した。これは、ニーバーが最初に「祈り」を出版した年から、数年前であった。  「祈り」の古い記録は全て、循環的で即興的な様々な種類の形式をとることから、課外活動や啓発活動に従事した女性たちの作品であるとシャピロは述べた。しかし2009年には、デュークの調査員であるシュテファン・ゴランソンは1937年のキリスト教学生の出版物における「祈り」の異なる版がニーバーの作であることを確認した。
- 英語（原文）
"Father, give us courage to change what must be altered, serenity to accept what cannot be helped, and the insight to know the one from the other."
- 日本語訳
「父よ、私に変えねばならないものを変える勇気を、どうしようもないものを受け入れる静穏を、そして、それらを見分ける洞察力を与えて下さい。」

この形は、「変える勇気」(courage to change） が「静穏」（serenity）の嘆願よりも前に着ており、今日まで確認できた他の古い出版物と適合している。最も古い1936年の記録において、ミルドレッド・ピンカートンという女性が「『祈り』を引用した」と言及されていた。まるで、すでに「祈り」が出回っていて、この記録をした人間に知られていることを示しているようである、もしくは、まるでピンカートンはそれを引用句として伝えただけであるかのようである。1938年の版でも、流暢でわずかに即興的なスタイルであったが、同じ順序であった。  シャピーロは新しい発見が最終的な解決とはみなせないと考える。しかし『エール引用集』の次の版において、「祈り」はニーバーの作とされる予定である。

## 先駆者たち
哲学者W・W・バートレー は注釈無しで、ニーバーの祈りと1695年のマザー・グースの韻文とを似たような感情を表現したものとして並列において考えている。
```
太陽の下にある全ての病は、
治療法があるか、治療法が無いかだ
もし1つでもあったなら、それを探しなさい
もし何も無かったなら、それは気にしないこと
```

8世紀のインドのナーランダ大僧院の僧侶、シャーンティデーヴァ(寂天)は似たような感情を表現した。
```
困難が我々を襲った時、治療法があったなら、
落ち込まないといけない何の理由があるだろうか
もし助けになるものが何もないなら
落ち込むことが何の役に立つだろうか
```

### 嘘の主張
「祈り」は様々な形で存在するが、トマス・アクィナス、キケロ、アウグスティヌス、ボエティウス、マルクス・アウレリウス アッシジのフランチェスコ が、作者である、というのは正しくない。
「祈り」は時々、フリードリッヒ・クリストフ・エーティンガー （1702年-1782年）の作であると言われる。しかしそれはドイツのキール大学の前-ナチ教授テオドア・ヴィルヘルム（Theodor Wilhelm）による盗用を、さらに誤解したことに由来している。ヴィルヘルムは、祈りのドイツ語版を、彼自身の作として彼の本『Wendepunkt der poltitischen Erziehung』 に、フリードリッヒ・エーティンガー（Friedrich Oetinger）の偽名で出版した。その本は、18世紀のエーティンガーの作品であるよう装わなかった。ヴィルヘルムの妻がエーティンガーの神学を学んだ牧師の血筋であるということを理由として、単に選ばれた偽名であった。アメリカ陸軍と合衆国公益事業機構(USO)によって第二次世界大戦の終結までドイツに「祈り」が配布されていたことを、テオドア・ヴィルヘルムは知らなかった。そして、後の作家たちは、「フリードリッヒ・エーティンガー」名義の本が明らかに20世紀の著者によるものであるにもかかわらず、それが偽名だということに気付かなかった。そして、偽名と、18世紀に実在したエーティンガーを混同したのである。なお、ヴィルヘルムが偽名を使った理由は、彼の元ナチという過去がドイツでその当時広く知れ渡っていたためであった。

## 「祈り」への言及
- カート・ヴォネガットの『スローターハウス5』に引用されている。
- スティーヴン・キングの『呪われた町』に引用されている。
- マイケル・J・フォックスの自伝、『ラッキー・マン』に引用されている。
- Wikipedia:ウィキペディア中毒にある『Wikiの祈りの言葉』は、「祈り」のパロディ。